# Strategic Communication Center of Excellence (NATO)
Das Strategic Communication Center of Excellence (NATO), kurz StratCom COE, ist ein Centre of Excellence der NATO. Dieses Kompetenzzentrum für Strategische Kommunikation ist bei der NATO akkreditiert und von deren Kommandostruktur unabhängig.

## Gründung und Mitglieder
Das StratCom COE wurde 2014 von Estland, Deutschland, Italien, Lettland, Litauen, Polen und dem Vereinigten Königreich gegründet und ist in Riga ansässig. Die Gründung erfolgte nach dem Beschluss der NATO vom September 2014 in Wales, sie werde den Herausforderungen einer Bedrohung durch einen Hybridkrieg begegnen, bei dem „eine große Bandbreite an offenen und verdeckten militärischen, paramilitärischen und zivilen Maßnahmen auf hochabgestimmte Weise eingesetzt“ werde. 2016 schlossen sich die Niederlande und Finnland an, 2017 Schweden, 2018 Kanada, 2019 die Slowakei und 2020 Frankreich und Dänemark.

## Aufgaben
Dieses Kompetenzzentrum für Strategische Kommunikation analysiert Desinformation, unterstützt die Strategische Kommunikation der NATO, untersucht, wie soziale Medien als Waffe in der hybriden Kriegsführung eingesetzt werden können und analysiert die Umsetzung der StratCom-Politik der NATO. NATO-Generalsekretär Jens Stoltenberg erklärte 2016, die  hybride Kriegsführung habe „Top-Priorität“, man nutze eine Kombination militärischer und nicht-militärischer Mittel, um Länder zu stabilisieren, auch die NATO operiere nun hybrid. Es gehe um Täuschung, eine Mischung militärischer und nicht-militärischer Mittel, um mittels Ausweitung von Überwachung und Aufklärung auf die hybride Bedrohung zu reagieren. Die Stratcom-Website gibt an, man wolle mittels strategischer Kommunikation „Wahrnehmungen, Einstellungen und Verhalten“ der Öffentlichkeit im Sinne der politischen und militärischen Ziele der NATO beeinflussen.
Stratcom-Direktor Janis Sarts erklärte 2017, die beste Desinformation sei diejenige, die vom Feind nicht bemerkt werde: „Wenn ich behaupten würde, dass wir die Öffentlichkeit nicht beeinflussen wollen, dann wäre das schlicht nicht glaubhaft.“ Eine Mitarbeiterin erläuterte das Storytelling, man solle Zielgruppen zukunftsorientiert mit klar definierten politischen Botschaften ansprechen, für die Wirksamkeit des Narrativs solle ein Unterstützernetzwerk aufgebaut werden, um mittels Informationskampagnen Sichtweisen schlüssig zu vermitteln, Vertrauen aufzubauen und Einflüssen Dritter entgegenzuwirken. Dazu müsse man die Lebenswelt der Zielgruppe tiefgreifend kennen.
Das StratCom COE arbeitet mit der East StratCom Task Force der EU zusammen, tauscht gegenseitig Informationen aus und bekämpft gemeinsam „hybride Bedrohungen“.
Das StratCom COE wird durch weitere Kompetenzzentren der NATO für die Entgegnung Hybrider Bedrohungen unterstützt, wie das European Centre of Excellence for Countering Hybrid Threats in Helsinki, das NATO Cooperative Cyber Defence Centre of Excellence in Tallinn oder das Energy Security Centre of Excellence in Vilnius.

## Kritik
Kritiker wie Christopher Schwitanski werfen StratCom COE vor, Propaganda des politisch erklärten Gegners zu bekämpfen, dabei aber selbst Propaganda zu betreiben, um das vorgegebene politische Ziel zu erreichen, die eigene Bevölkerung von der Legitimität und Notwendigkeit militärischer Interventionen der Regierung zu überzeugen, NATO-kritische Stimmen zu delegitimieren und den Einsatz konventioneller Kriegswaffen zu verharmlosen. Dies führe auch zu einer Militarisierung der Gesellschaft.
Die hieraus folgende Ausweitung militärischer Handlungslogik auf zivile Bereiche sowie die damit einhergehenden Vorstellungen von Staatsgewalt und militärischem Handlungsspektrum werden nicht bloß militärintern verhandelt, sondern über verschiedene Veranstaltungsformate an politische und militärische Eliten herangetragen und befördern auf diesem Weg eine zunehmende Militarisierung der Gesellschaft. Als Teil dieses Prozesses wirken die NATO-Exzellenzzentren an der Neuausrichtung des Bündnisses unter dem Stichwort »360°-NATO«3 mit, welche gegenwärtig zur Aufrüstung und zur Eskalation in sämtlichen militärischen Einsatzfeldern beiträgt.